# Črni Potok, Šmartno pri Litiji
Črni Potok este o localitate din comuna Šmartno pri Litiji, Slovenia, cu o populație de 130 de locuitori.